# Katedra w Chester
Katedra w Chester (ang. Chester Cathedral, pełna nazwa Cathedral Church of Christ and the Blessed Virgin Mary, Kościół katedralny Chrystusa i Najświętszej Maryi Panny) – katedra diecezji Chester Kościoła Anglii.
Kościół katedralny i kaplice, kapitularz, budynki administracyjne i gospodarcze byłego opactwa benedyktynów Świętego Werburgha. Na miejscu anglosaskiego klasztoru założonego przed 958 rokiem, obecna budowla datowana jest na XI wiek (czasy opata Richarda); XII wiek, XII wiek; 1260-1280 (czasy opata Simona z Whitchurch); XIV wiek; późny XV wiek (czasy opata Simona Ripleya); wczesny XVI wiek; wczesny XVII wiek (czasy biskupa Bridgemana); 1818-1820 (architekt Thomas Harrison); 1844 i później (architekt R.C. Hussey); 1868 i później architekt sir George Gilbert Scott i jego syn George; 1882 i później (architekci sir Arthur Blomfield i C. J. Blomfield); 1911-1913 (architekt sir Giles Gilbert Scott) i 1939 (architekt F.H. Crossley); wolnostojąca dzwonnica została wzniesiona w latach 1974–1975 przez G.G. Pace’a.